# Aegithalidae
Famille
Les Aegithalidae, aussi appelées mésanges à longue queue, tupinets ou orites, forment une famille de passereaux constituée de trois genres et treize espèces. L'espèce Aegithalos caudatus du Paléarctique, dont le nom vulgaire français est « Mésange à longue queue », donne son nom aux autres espèces de la famille. Cependant, si les Aegithalidae sont appelés « mésanges » dans le langage courant, ainsi que les Remizidae et les Panuridae, ils ne sont pas directement apparentés aux « mésanges vraies » de la famille des Paridae ; il est donc proposé de remplacer leurs noms normalisés.

## Liste alphabétique des genres
D'après la classification de référence du Congrès ornithologique international (version 8.2, 2018) :
- Aegithalos Hermann, 1804
- Leptopoecile Severtzov 1873
- Psaltriparus Bonaparte, 1850

## Liste des espèces
D'après la classification de référence du Congrès ornithologique international (version 15.1, 2025) (ordre phylogénique) :
- Aegithalos caudatus – Mésange à longue queue
- Aegithalos glaucogularis – Mésange à gorge d'argent
- Aegithalos leucogenys – Mésange à joues blanches
- Aegithalos exilis – Mésange pygmée
- Aegithalos concinnus – Mésange à tête rousse
- Aegithalos niveogularis – Mésange à gorge blanche
- Aegithalos iouschistos – Mésange de Blyth
- Aegithalos bonvaloti – Mésange de Bonvalot
- Aegithalos fuliginosus – Mésange à col blanc
- Leptopoecile sophiae – Mésange de Sophie
- Leptopoecile elegans – Mésange mitrée
- Psaltriparus minimus – Mésange buissonnière